# Cantó de Saint-Seine-l'Abbaye
El cantó de Saint-Seine-l'Abbaye és un cantó francès del departament de Costa d'Or, situat al districte de Dijon. Té 20 municipis i el cap és Saint-Seine-l'Abbaye.

## Municipis
- Bligny-le-Sec
- Champagny
- Chanceaux
- Curtil-Saint-Seine
- Francheville
- Frénois
- Lamargelle
- Léry
- Panges
- Pellerey
- Poiseul-la-Grange
- Poncey-sur-l'Ignon
- Saint-Martin-du-Mont
- Saint-Seine-l'Abbaye
- Saussy
- Trouhaut
- Turcey
- Val-Suzon
- Vaux-Saules
- Villotte-Saint-Seine

## Història
| Data d'elecció                           | Identitat        | Partit        | Qualitat |
| ---------------------------------------- | ---------------- | ------------- | -------- |
| 1945-1955                                | Auguste Chauchot | RI            |          |
| 1955-1992                                | Henri Métin      | Divers droite |          |
| 1992-2007                                | Christian Myon   | UMP           |          |
| 2007-                                    | Catherine Louis  | NC            |          |
| les dades anteriors no són pas conegudes |                  |               |          |
|                                          |                  |               |          |

## Demografia
| A partir de 1990: Població sense dobles comptes |